# Xenylla pseudobrevicauda
Xenylla pseudobrevicauda är en urinsektsart som beskrevs av Friedrich Ritter 1911. Xenylla pseudobrevicauda ingår i släktet Xenylla och familjen Hypogastruridae. Inga underarter finns listade i Catalogue of Life.